# Сопуев, Андрей Асанкулович
Андрей Асанкулович Сопуев (род. 3 марта 1961, Фрунзе) — доктор медицинских наук, профессор, заведующий кафедрой госпитальной хирургии с курсом оперативной хирургии Кыргызской Государственной медицинской академии им. И. К. Ахунбаева, Заслуженный врач Кыргызской Республики, академик Российской Академии Естествознания, академик Европейской Академии естествознания (Лондон, Великобритания) (European Academy of Natural History), член Всемирной ассоциации неотложных хирургов (Болонья, Италия) (The World Society of Emergency Surgery).

## Биография
Сопуев А. А., 1961 года рождения, с отличием окончил лечебный факультет Киргизского государственного медицинского института в 1984 г. Клиническую ординатуру прошёл в Институте хирургии им. А. В. Вишневского АМН СССР (сейчас Национальный медицинский исследовательский центр хирургии имени А. В. Вишневского) с 1984 по 1986 гг. С 1986 по 1989 гг. — аспирант там же. В 1989 г. успешно защитил диссертацию на соискание учёной степени кандидата медицинских наук на тему: «Оценка эффективности дренирующих сорбентов и биологически активных композиций на их основе в комплексном лечении гнойных ран». С 1989 г. по настоящее время ассистент, доцент, профессор и затем заведующий кафедрой госпитальной хирургии с курсом оперативной хирургии КГМА. С 1997 г. работает в Национальном хирургическом центре МЗ КР. С 2000 по 2001 годы — заместитель директора НХЦ по лечебной работе. С 2001 по 2016 год — заместитель директора НХЦ по научной работе. В 2004 году успешно защитил докторскую диссертацию на тему «Медико-социальный анализ острой хирургической патологии и неотложная хирургическая помощь при острых заболеваниях органов брюшной полости в Кыргызской Республике». С 2016 по 2021 год работоал проректором по научной и лечебной работе КГМА им. И. К. Ахунбаева.
На основе научно-экспериментальных разработок Сопуева А. А. в 1986 году в Институте хирургии им. А. В. Вишневского АМН СССР впервые в СССР была успешно применена пневмотермокоагуляция при операциях на печени и внедрен в практическую медицину полимерный дренирующий сорбент Гелевин и биологически активные композиции на его основе для местного лечения гнойных ран.
Усовершенствовал методику открытого лечения острого деструктивного панкреатита с активным местным воздействием на поджелудочную железу в послеоперационном периоде различными медикаментозным средствами и хирургическими манипуляциями (350 больных). Разработал методику оментобурсостомии, мобилизации поджелудочной железы из забрюшинного пространства и его проточного дренирования, париетальной деперитонизации поджелудочной железы, локальной гипотермии поджелудочной железы баллонной сферой, местным применением полимерных дренирующих сорбентов типа Гелевин на некротически изменённую поджелудочную железу через оментобурсостому и методику некрэктомий в послеоперационном периоде.
Им проведено около 3000 операций на органах брюшной полости, грудной клетки и при гнойно-воспалительных заболеваниях мягких тканей.

## Кино
В 1972 году снялся в детском телевизионном фильме «Очкарик» режиссёра Альгимантаса Видугириса на студии «Киргизтелефильм» в роли одноклассника Кадыра.
Фильм «Очкарик» удостоен диплома жюри на V ВКФ телефильмов в Ташкенте-1973, Почётной грамотой и приза «Алая гвоздика» Центрального Совета Всесоюзной пионерской организации имени Ленина «За лучший детский фильм» в 1975 г.) Государственным Комитетом телевидения и радио СССР, фильм отмечен, как собравший наибольшее число зрителей и закупленный 43 странами.

## Публикации
- Монографии:
  1. Сопуев А. А. Местная сорбционно-дегидратационная терапия гнойных ран. — Бишкек, 1998. — 272 с.
  2. Сопуев А. А. Неотложная хирургическая помощь при острых хирургических заболеваниях органов брюшной полости в Кыргызской республике. — Бишкек, 2003. — 216 с.
  3. Сопуев А. А., Алыбаев Э. У., Калжикеев А. М., Кулжабаев Т. С. Клиника, диагностика и лечение кровотечений из верхнего отдела желудочно-кишечного тракта (Клиническое руководство) // «POLBU.RU». — Москва, 2005[17].
  4. Сопуев А. А., Салибаев О. А. Хирургическое лечение паховых грыж. — Бишкек, 2009. — 75 с.
  5. Сопуев А. А. М. М. Мамакеев — Основоположник кыргызской научной школы хирургии — Бишкек, 2010. — 88 с[18].
  6. Сопуев А. А., Эгембаев Р. Т., Алыбаев Э. У., Калжикеев А. М., Кудайбердиев А. Т. КРОВОТЕЧЕНИЯ ИЗ ВЕРХНЕГО ОТДЕЛА ЖЕЛУДОЧНО-КИШЕЧНОГО ТРАКТА (Национальное клиническое руководство). — Бишкек: Издательский Дом «Колор Микс», 2011. — 52 с.
  7. НАУЧНЫЙ ВКЛАД АКАДЕМИКА М. М. МАМАКЕЕВА В ХИРУРГИЮ (библиограф. указатель науч. тр.) / Под ред. А. А. Сопуева, К. Е. Овчаренко. — Б.: Алтын тамга, 2012. — 135 с.[19]
  8. Сопуев А. А., Маматов Н. Н., Акматов Т. А., Абдиев А. Ш. ОЦЕНКА ЭФФЕКТИВНОСТИ МАЗИ ЛЕВОМЕКОЛЬ В ПРОФИЛАКТИКЕ СПАЕЧНОГО ПРОЦЕССА БРЮШНОЙ ПОЛОСТИ. — Б.: ОсОО «Кут Бер», 2014. — 120 с.[20]
  9. Сопуев А. А., Талипов Н. О., Акматов Т. А. ОЦЕНКА ЭФФЕКТИВНОСТИ МАЗИ ГИПОФУР ПРИ ЛЕЧЕНИИ ГНОЙНЫХ РАН. — Б.: 2015. — 148 с.
  10. Сопуев А. А., Калжикеев А. М., Калжикеев А. А., Ибраев Д. Ш. КЛИНИЧЕСКАЯ ЭФФЕКТИВНОСТЬ И ТЕХНИЧЕСКИЕ АСПЕКТЫ РЕЗЕКЦИИ ЖЕЛУДКА ПО BILROTH I ПРИ ЯЗВЕННОЙ БОЛЕЗНИ ДВЕНАДЦАТИПЕРСТНОЙ КИШКИ // Бишкек. — 2016. — 200 с.
  11. Сопуев А. А., Шарапов Н. Ж., Маматов Н.Н, Турдалиев С. А., Мамытов К. Н. ОЦЕНКА ЭФФЕКТИВНОСТИ МЕСТНОЙ КУМЫСОТЕРАПИИ В КОМПЛЕКСНОМ ЛЕЧЕНИИ ГНОЙНЫХ РАН // Бишкек. — 2020. — 116 с.[21]
  12. Сопуев А. А., Орозобеков Б. К., Мамбетов А. К., Умурзаков О. А., Маматов Н. Н., Эрнисова М. Э.ПОВЫШЕНИЕ ЭФФЕКТИВНОСТИ ДИАГНОСТИКИ И ЛЕЧЕНИЯ ХРОНИЧЕСКОГО КОЛОСТАЗА // Бишкек. — 2021. — 116 с.[22]
  13. Сопуев А. А., Туташов А. С., Эрнисова М. Э., Умурзаков О. А., Мамбетов А. К., Кудайбердиев З. К., Мамытов К. Н., Маматов Н. Н. Клиника, диагностика и хирургическая тактика у беременных с острым аппендицитом. — Бишкек: Типография И.П. "Аязбеков Алмазбек", 2021. — 116 с. — ISBN 978-9967-476-54-7.
- 30 методических рекомендаций[23],[24].
- 300 научных статей по хирургии и организации хирургической службы[25][26].
- 10 авторских свидетельств на изобретения[27],[28].
- Энциклопедия Известные люди[29]

Основные работы посвящены диагностике и лечению острых хирургических заболеваний органов брюшной полости, ранам и раневой инфекции, применению различных технических средств в хирургии. Им подготовлено 11 кандидатов и 3 доктора медицинских наук.
Научные разработки Сопуева А. А. внесли весомый вклад в реформу хирургической службы Кыргызской Республики и получили высокую оценку за рубежом.

## Награды
Сопуев А. А. — Заслуженный врач Кыргызской Республики. Заслуженный деятель науки и образования РАЕ, награждён Почётными знаками «Отличник здравоохранения Кыргызской Республики» и «Отличник образования Кыргызской Республики», Почетными грамотами Министерства здравоохранения КР, Министерства образования и науки КР, Бишкекского городского Совета депутатов, ЦК профсоюза медицинских работников КР и Государственного агентства по науке и интеллектуальной собственности КР. В 2011 году награждён серебряной медалью имени В. И. Вернадского и в 2012 году медалью — А. Нобеля (сертификат № 00430) Российской Академии Естествознания за успехи в развитии отечественной науки и медалью Леонардо Да Винчи 2020 год.

## Семья
Отец - Сопуев Асанкул (1920-1999 гг.), советский партийный и государственный деятель, Депутат Верховного Совета Киргизской ССР трех созывов, Член ЦК Коммунистической партии Киргизской ССР, кавалер Ордена Ленина и 2-х Орденов «Знак Почета».
Мать - Мамутова Жумаш (1923-2013 гг), кандидат медицинских наук. Мамутова Ж.М. всю свою трудовую деятельность посвятила благородному делу охраны женского здоровья. Мамутова Ж.М. - делегат двух Всесоюзных Съездов акушеров-гинекологов. Награждена орденом «Знак Почета» СССР, медалью «За трудовую доблесть», четырьмя медалями за самоотверженный труд в тылу во время Великой Отечественной войны, Почетным знаком «Отличник здравоохранения Кыргызской Республики». Избиралась депутатом Фрунзенского городского и Свердловского районного Советов депутатов.
Жена - Сопуева Бактыгуль Абдыкапаровна (род. 1971 г)
Сын - Сопуев Алибек Андреевич (род. 1992 г)
Сын - Сопуев Атай Андреевич (род. 1996 г)